# Christi Geburt mit den Heiligen Laurentius und Franziskus

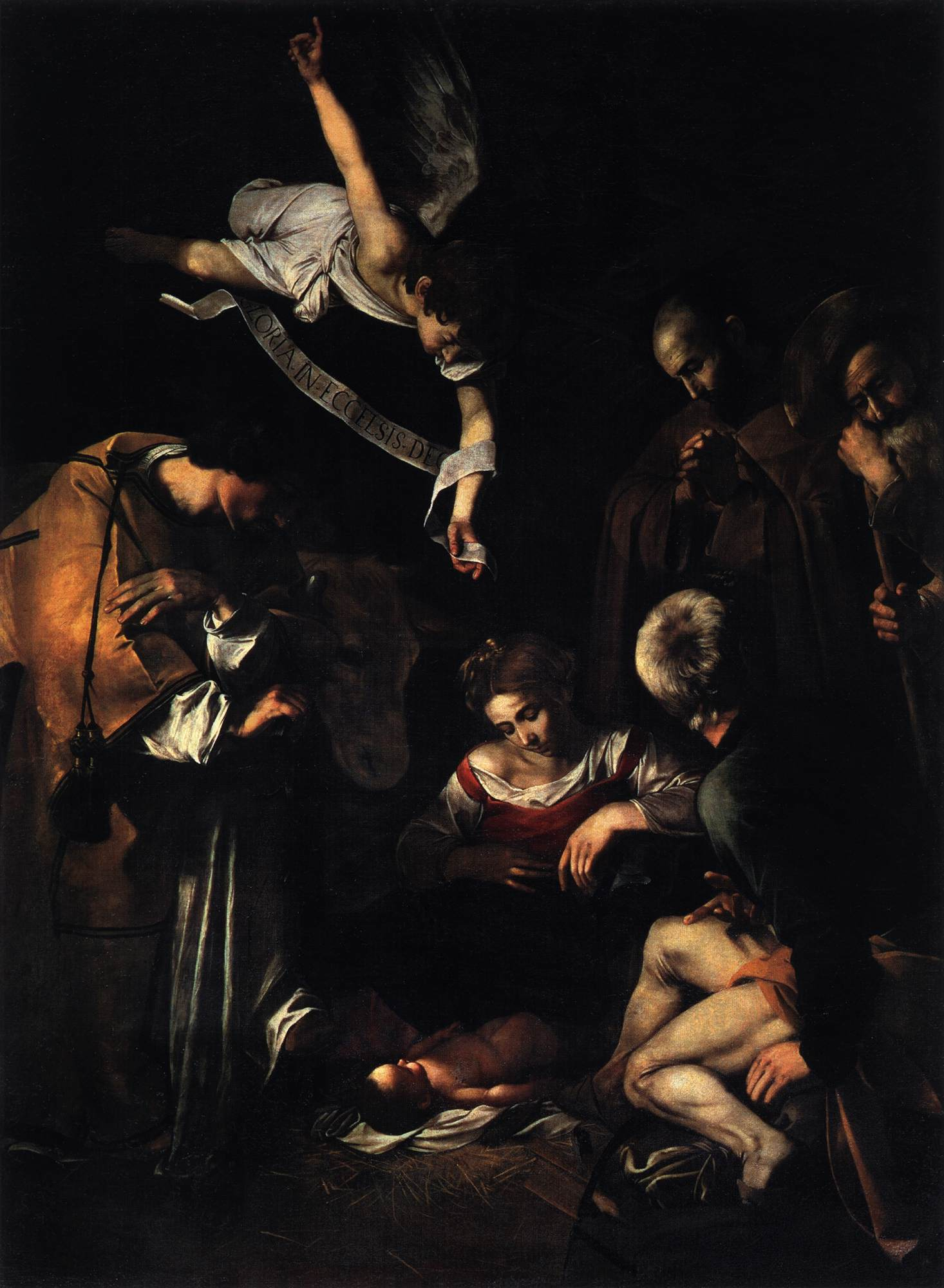
Christi Geburt mit den Heiligen Laurentius und Franziskus

Christi Geburt mit den Heiligen Laurentius und Franziskus ist ein großformatiges Altarbild von Caravaggio aus dem Jahr 1609, welches sich bis 1969 im Oratorio di San Lorenzo in Palermo befand. Es wurde gestohlen und ist seither nicht wieder aufgetaucht. Das Gemälde soll zerstückelt worden sein. Einem anderen Gerücht zufolge, kolportiert von einem der Bosse der Cosa Nostra, wurde das Kunstwerk von Ratten und Schweinen gefressen, wiederum ein anderer Mafiapate soll das Gemälde als Bettvorleger in Verwendung haben.
Das Gemälde wurde in der Nacht vom 18. auf den 19. Oktober 1969 von unbekannten Tätern gestohlen. 2001 erstellte der Dokumentarfilmer Massimo D’Anolfi ein Interview mit Monsignor Rocco Benedetto, der zwei Briefe der mutmaßlichen Caravaggio-Diebe erhalten haben soll. Im ersten Brief war die Meldung enthalten: „Wir haben das Gemälde“, dem zweiten, einer Lösegeldforderung, war ein kleines Stück des Bildes beigefügt. Zu einer Rückgabe des Gemäldes kam es nicht, da das in Palermo zuständige Amt für die Betreuung des Kultur- und Umwelterbes entschied, dass keine neuerliche Kontaktaufnahme zu suchen ist. Der Priester verstarb 2003.
2017 erhärtete sich durch die Aussage eines Kronzeugen der Verdacht, dass das Gemälde in den 1970er Jahren ins Ausland verkauft wurde. 2018 äußerte Rosy Bindi, zu dem Zeitpunkt Präsidentin der Anti-Mafia-Kommission des Parlaments, das Gemälde sei in die Schweiz geschmuggelt worden und von einem inzwischen verstorbenen Kunsthändler stückweise verkauft worden. Laut einem ehemaligen FBI-Ermittler, Charles Hill, der erfolgreich Edvard Munchs Der Schrei aufspürte, würde das Bild wieder auftauchen, sobald Matteo Messina Denaro, der letzte flüchtige große Mafia-Boss, gefasst wurde. Denaro wurde 2023 gefasst, das Bild tauchte nicht auf. In dem Roman Wackelkontakt von Wolf Haas spielt das Bild eine Rolle.